# Petar Angelov
Petar Angelov (mazedonisch Петар Ангелов, * 8. März 1977 in Kavadarci, SFR Jugoslawien) ist ein mazedonischer Handballspieler.

## Karriere
Der 1,92 m große und 103 kg schwere Handballtorwart begann seine Profikarriere beim RK Pelister Bitola, mit dem er 1998, 2000 und 2005 mazedonischer Meister sowie 1998, 1999 und 2005 Pokalsieger wurde. International spielte er im EHF-Pokal 1997/98 und 2002/03, im Europapokal der Pokalsieger 1999/2000, 2003/04 und 2007/08, in der EHF Champions League 1998/99, 2005/06 und im EHF Challenge Cup 2001/02, wo er im Finale unterlag. Von 2005 bis 2009 spielte er für den französischen Klub Tremblay-en-France Handball. 2009 unterschrieb er beim RK Vardar Skopje, mit dem er in der EHF Champions League 2009/10 antrat. Bereits nach einer Saison wechselte er zum Stadtrivalen RK Metalurg Skopje, mit dem er 2011 und 2012 Meister sowie 2011 und 2013 Pokalsieger wurde. Mit Metalurg erreichte er das Achtelfinale im EHF-Pokal 2010/11 und in der EHF Champions League 2011/12 sowie das Viertelfinale in der EHF Champions League 2012/13. Seit 2013 läuft er wieder für Vardar auf. Für Aufsehen sorgte Angelov mit Vardar in der EHF Champions League 2013/14, als er nach einem 28:28 zuhause im Rückspiel den amtierenden Champions-League-Sieger HSV Hamburg in Hamburg mit 30:29 besiegte und ins Viertelfinale einzog. Dort unterlag er aufgrund der Auswärtstorregel der SG Flensburg-Handewitt. 2014, 2015, 2016 und 2017 gewann er den mazedonischen Pokal, 2015, 2016 und 2017 die mazedonische Meisterschaft, 2014 und 2017 die SEHA-Liga sowie 2017 die EHF Champions League. Nachdem Angelov 2017 in die Türkei zu Antalyaspor wechselte, schloss er sich im Februar 2018 dem österreichischen Erstligisten UHK Krems an. Seit der Saison 2018/19 spielt er für die SG Ratingen 2011.
Mit der Mazedonischen Nationalmannschaft nahm Petar Angelov an der Weltmeisterschaft 2009 sowie den Europameisterschaften 2012 und 2014 teil. Er bestritt bisher 40 Länderspiele.